# Beth Ditto
Mary Beth Patterson, cunoscută sub numele de scenă Beth Ditto (n. 19 februarie 1981, Searcy, Arkansas), este o componistă și cântăreață americană, renumită prin cooperarea cu trupa muzicală de indie rock numită Gossip.